# Seznam pruských vévodkyň a královen
Pruské královny byly manželky vládců Pruska, království, které bylo ustaveno v roce 1701 a rozpadlo se v roce 1918. Všichni jeho vládci byli muži. Od roku 1806 byly manželky pruských králů také německými císařovnami.

## Pruské vévodkyně
| Portrét | Jméno                                                       | Otec/Dynastie                                              | Narození          | Svatba            | Vévodkyní od      | Vévodkyní do                      | Úmrtí              | Manžel                         |
| ------- | ----------------------------------------------------------- | ---------------------------------------------------------- | ----------------- | ----------------- | ----------------- | --------------------------------- | ------------------ | ------------------------------ |
|         | Dorotea Dánská                                              | Frederik I. Dánský (Oldenburkové)                          | 1. srpen 1504     | 1. červenec 1526  | 1. červenec 1526  | 11. duben 1547                    | 11. duben 1547     | Albrecht Braniborsko-Ansbašský |
|         | Anna Marie Brunšvicko-Lüneburská                            | Erik I. Brunšvicko-Lüneburský (Welfové)                    | 23. duben 1532    | 26. únor 1550     | 26. únor 1550     | 20. březen 1568 manželova smrt    | 20/21. březen 1568 | Albrecht Braniborsko-Ansbašský |
|         | Marie Eleonora Klevská                                      | Vilém z Jülichu-Kleve-Bergu (Bergové)                      | 25. červen 1550   | 14. říjen 1573    | 14. říjen 1573    | 1. červen 1608                    | 1. červen 1608     | Albrecht Fridrich Pruský       |
|         | Anna Pruská                                                 | Albrecht Fridrich Pruský (Hohenzollernové)                 | 3. červenec 1576  | 30. říjen 1594    | 28. srpen 1618    | 23. prosinec 1619 manželova smrt  | 30. srpen 1625     | Jan Zikmund Braniborský        |
|         | Alžběta Šarlota Falcká                                      | Fridrich IV. Falcký                                        | 19. listopad 1597 | 24. červenec 1616 | 23. prosinec 1619 | 1. prosinec 1640 manželova smrt   | 26. duben 1660     | Jiří Vilém Braniborský         |
|         | Luisa Henrietta Oranžská                                    | Frederik Hendrik Oranžský (Oranžsko-nasavská dynastie)     | 7. prosinec 1627  | 7. prosinec 1646  | 7. prosinec 1646  | 18. červen 1667                   | 18. červen 1667    | Fridrich Vilém I. Braniborský  |
|         | Dorotea Žofie Šlesvicko-Holštýnko-Sonderbursko-Glücksburská | Glücksburkové                                              | 28. září 1636     | 13. červen 1668   | 13. červen 1668   | 29. duben 1688 manželova smrt     | 6. srpen 1689      | Fridrich Vilém I. Braniborský  |
|         | Žofie Šarlota Hannoverská                                   | Arnošt August Brunšvicko-Lüneburský (Hannoverská dynastie) | 30. říjen 1668    | 8. říjen 1684     | 29. duben 1688    | 18. leden 1701 stala se královnou | 1. únor 1705       | Fridrich I. Pruský             |

## Královny v Prusku
| Portrét | Jméno                                 | Otec/Dynastie                                              | Narození         | Svatba            | Královnou od      | Královnou do                   | Úmrtí             | Manžel              |
| ------- | ------------------------------------- | ---------------------------------------------------------- | ---------------- | ----------------- | ----------------- | ------------------------------ | ----------------- | ------------------- |
|         | Žofie Šarlota Hannoverská             | Arnošt August Brunšvicko-Lüneburský (Hannoverská dynastie) | 30. říjen 1668   | 8. říjen 1684     | 18. leden 1701    | 1. únor 1705                   | 1. únor 1705      | Fridrich I. Pruský  |
|         | Žofie Louisa Meklenburská             | Mecklenburg-Schwerin                                       | 6. květen 1685   | 28. listopad 1708 | 28. listopad 1708 | 25. únor 1713 manželova smrt   | 29. červenec 1735 | Fridrich I. Pruský  |
|         | Žofie Dorotea Hannoverská             | Jiří I. (Hannoverská dynastie)                             | 16. březen 1687  | 28. listopad 1706 | 25. únor 1713     | 31. květen 1740 manželova smrt | 28. červen 1757   | Fridrich Vilém I.   |
|         | Alžběta Kristýna Brunšvicko-Bevernská | Brunswick-Bevern                                           | 8. listopad 1715 | 12. červen 1733   | 31. květen 1740   | 19. únor 1772                  | 13. leden 1797    | Fridrich II. Veliký |

## Pruské královny
| Portrét | Jméno                                 | Otec/Dynastie                                                       | Narození          | Svatba            | Královnou od      | Královnou do                        | Úmrtí             | Manžel               |
| ------- | ------------------------------------- | ------------------------------------------------------------------- | ----------------- | ----------------- | ----------------- | ----------------------------------- | ----------------- | -------------------- |
|         | Alžběta Kristýna Brunšvicko-Bevernská | Brunswick-Bevern                                                    | 8. listopad 1715  | 12. červen 1733   | 19. únor 1772     | 17. srpen 1786 manželova smrt       | 13. leden 1797    | Fridrich II. Veliký  |
|         | Frederika Luisa Hesensko-Darmstadtská | Hesenští                                                            | 16. říjen 1751    | 14. červenec 1769 | 17. srpen 1786    | 16. listopad 1797 manželova smrt    | 25. únor 1805     | Fridrich Vilém II.   |
|         | Luisa Meklenbursko-Střelická          | Dynastie Meklenburských)                                            | 10. březen 1776   | 24. prosinec 1793 | 16. listopad 1797 | 9. červenec 1810                    | 9. červenec 1810  | Fridrich Vilém III.  |
|         | Alžběta Ludovika Bavorská             | Maxmilián I. Josef Bavorský (Wittelsbachové)                        | 13. listopad 1801 | 29. listopad 1823 | 7. červen 1840    | 2. leden 1861 manželova smrt        | 14. prosinec 1873 | Fridrich Vilém IV.   |
|         | Augusta Sasko-Výmarská                | Wettinové                                                           | 30. září 1811     | 11. červen 1829   | 2. leden 1861     | 9. březen 1888 manželova smrt       | 7. leden 1890     | Vilém I. Pruský      |
|         | Viktorie Sasko-Koburská               | Albert Sasko-Kobursko-Gothajský (Dynastie Sasko-Kobursko-Gothajská) | 21. listopad 1840 | 25. leden 1858    | 9. březen 1888    | 15. červen 1888 manželova smrt      | 5. srpen 1901     | Fridrich III. Pruský |
|         | Augusta Viktorie Šlesvicko-Holštýnská | Schleswig-Holstein-Sonderburg-Augustenburg                          | 22. říjen 1858    | 27. únor 1881     | 15. červen 1888   | 9. listopad 1918 manželova abdikace | 11. duben 1921    | Vilém II. Pruský     |